# Hundezone

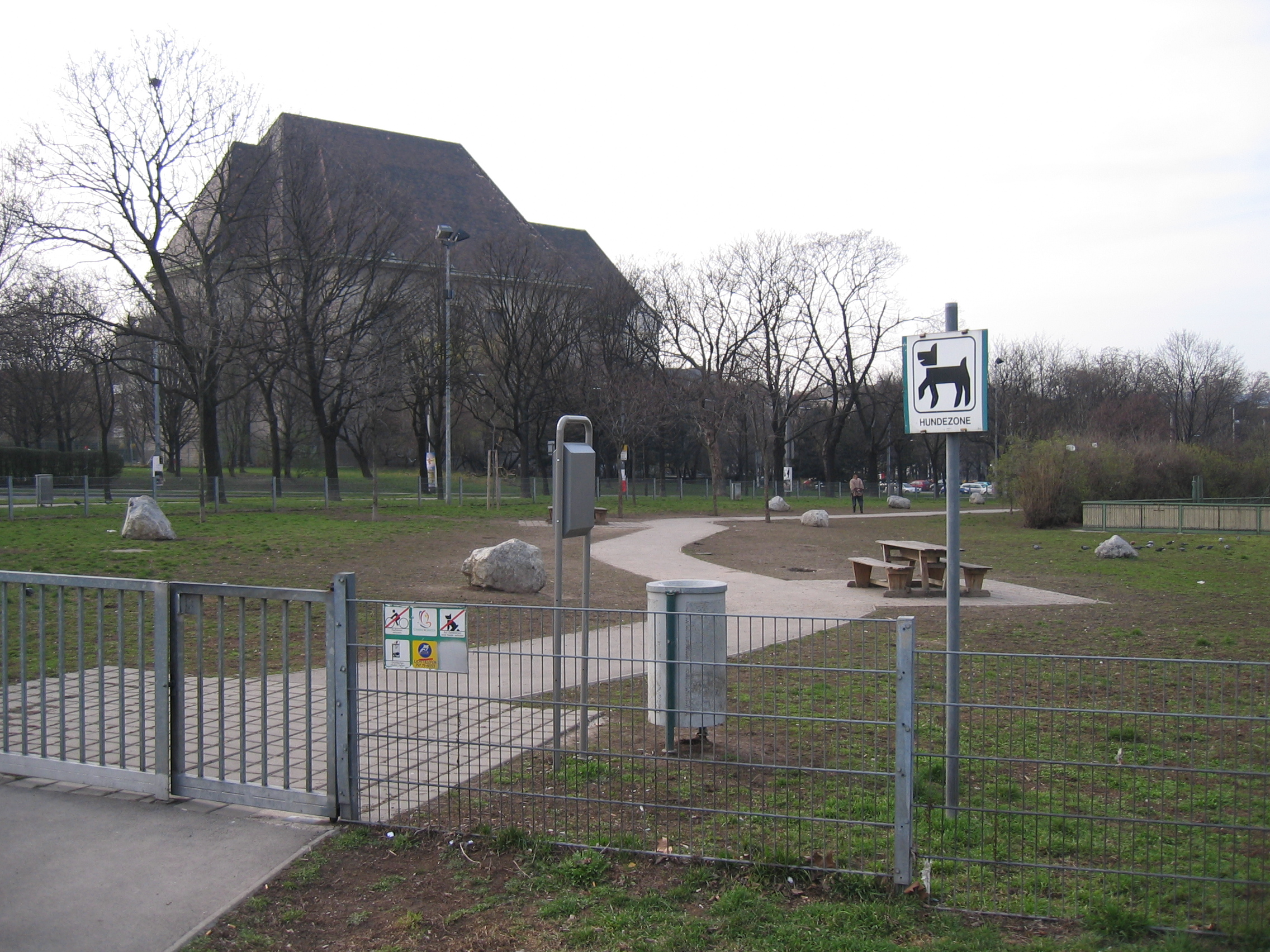
Große Hundezone in Wien (2600 m²)

Eine Hundezone bzw. Hundeauslaufzone ist ein Bereich, in dem sich Hunde im öffentlichen Raum ohne Maulkorb und Leine aufhalten dürfen. Es handelt sich meist um eingezäunte Bereiche, in denen Hunde mit ihren Artgenossen spielen können. Speziell in dicht bebauten Gebieten sind Hundezonen die einzigen Orte, in denen Hunde genügend Auslauf bekommen.

## Deutschland

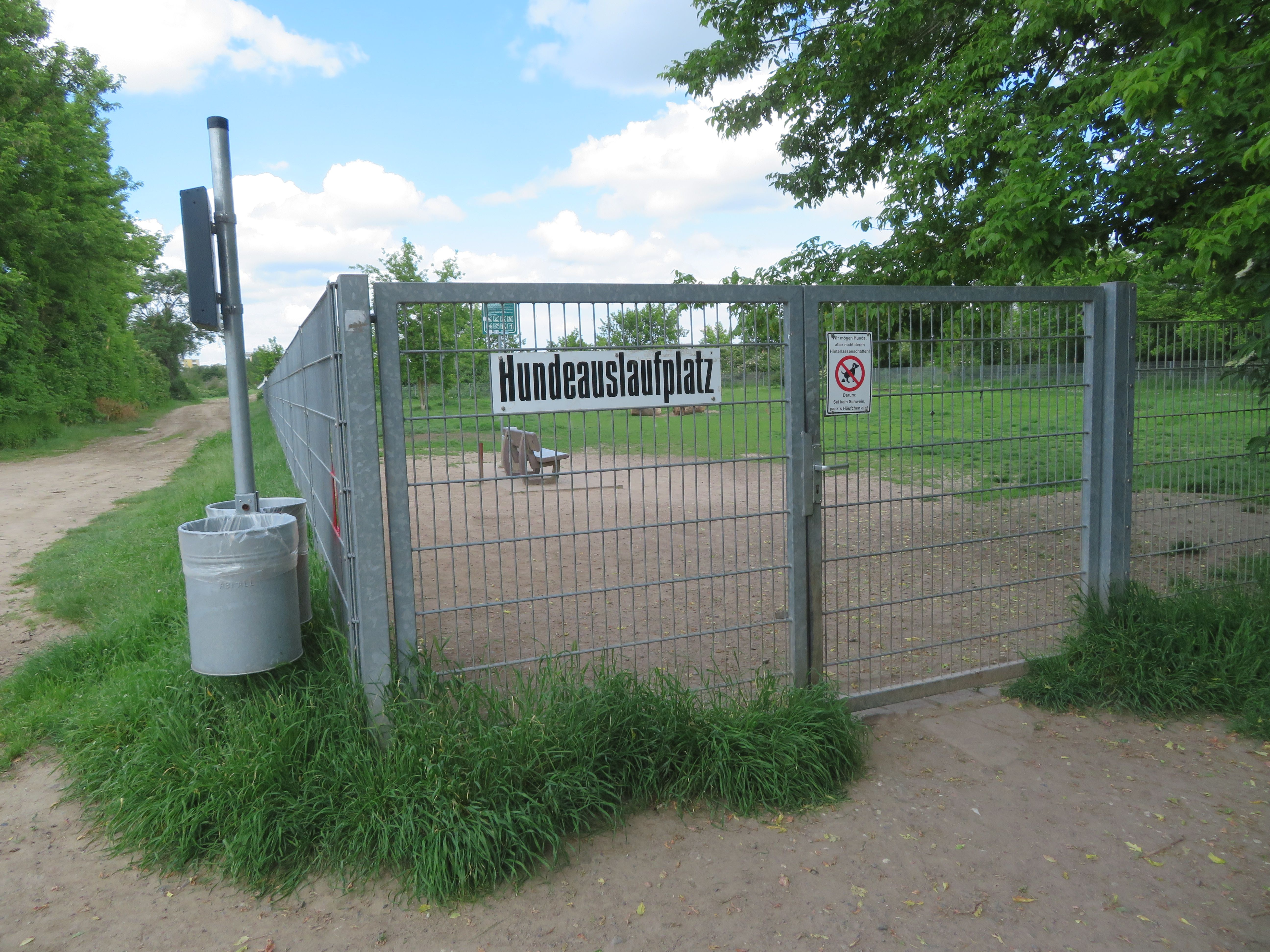
Hundeauslaufplatz mit hohem Zaun

In Deutschland gibt es von Kommunen – vorwiegend in Großstädten mit wenig für Hunde geeigneten Freiflächen – geschaffene Hundeauslaufgebiete oder Hundeauslaufplätze. Die konkrete Bezeichnung ist abhängig von Landesgesetzen bzw. kommunalen Regelungen. In Parks besteht oft ein Leinenzwang und Hundehalter sind nur eingeschränkt in der Lage, dem Bedürfnis der Hunde, sich ausreichend zu bewegen, zu entsprechen. Neben den öffentlichen Auslaufgebieten gibt es privat unterhaltene, deren Nutzung teils kostenpflichtig ist.

### Berlin

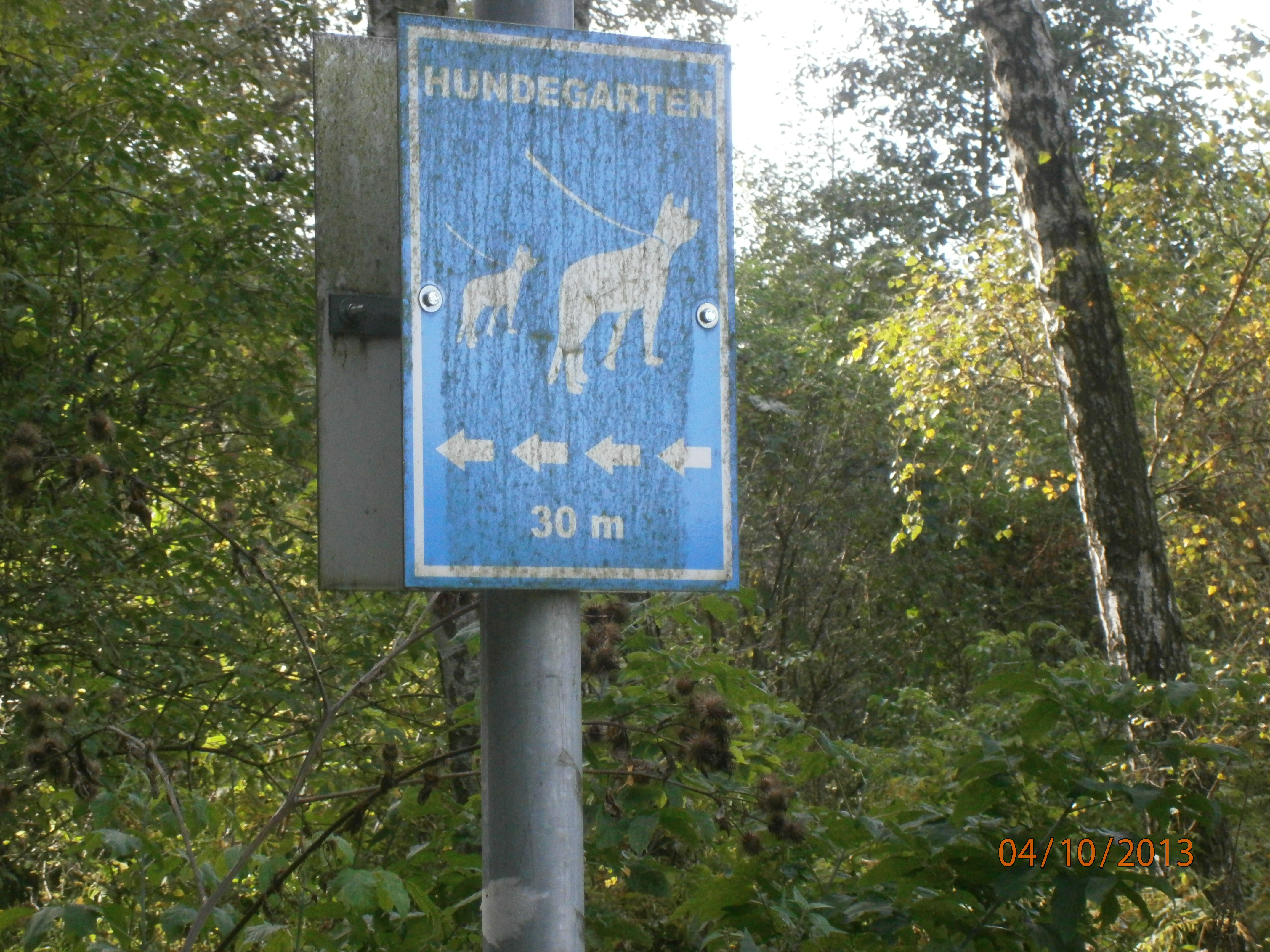
Im Bezirk Reinickendorf gibt es (kostenlose) Hundegärten mit Umzäunung, Spielgerät und Hundetoilette

In Berlin wurden für den Auslauf der über 100.000 gemeldeten Hunde zwölf Hundeauslaufgebiete eingerichtet – die ältesten Flächen bestehen seit mehr als 70 Jahren. Zu den im Jahre 2010 gemeldeten 108.842 Tieren kommen nach Erhebungen zur Hundesteuer noch etwa gleich viele ungemeldete Hunde hinzu. Auf insgesamt etwa 1250 Hektar Fläche können Hunde frei umherlaufen. Obwohl auch Spaziergänge mit Hunden in den Berliner Wäldern erlaubt sind, ist das unangeleinte Begehen und Austoben für Hunde offiziell nur auf den dafür geschaffenen Flächen erlaubt. Auf Grund des innerstädtischen Nutzungsdrucks ist das Mitbringen von Hunden auch in einigen öffentlichen Parks verboten. In öffentlichen Grünanlagen ist es nach Grünanlagengesetz verboten, Hunde frei laufen zu lassen. Auf Kinderspielplätzen, Ballspielplätze und Liegewiesen ist es untersagt Hunde mitzunehmen sowie in Gewässern baden zu lassen. Nutzer haben den Kot ihrer Hunde unverzüglich zu beseitigen, ansonsten droht eine Geldbuße von bis zu 150,– Euro. Ein Verwarnungsgeld für unangeleinte Hunde außerhalb der Hundeauslaufgebiete beträgt 25,– Euro. Kritisiert wird an den Berliner Gebieten ihre Lage abseits der Wohngebiete, sie sind zumeist nur mit dem eigenen PKW erreichbar. Aus diesem Grunde werden vom Tierschutzverein privat eingerichtete Hundeauslaufplätze mit Planschbecken und Spielgeräten, Sitzgelegenheiten für die Hundehalter einschließlich eines Unterstandes und Hundekottüten gegen Eintrittsgebühr angeboten. Neben den privaten Trägern liegt die Auszeichnung als Hundeauslaufgebiet in der Verantwortung der Bezirksämter. So wurden Gebiete in Pankow verkleinert, in Reinickendorf gibt es umzäunte als Hundegarten benannte Areale mit Sitzgelegenheiten, Spielmöglichkeiten und Kotbeutelsammlern, die kostenlos bereitstehen. In Parks und öffentlichen Grünanlagen besteht nahezu überall Leinenzwang, während sich die Auslaufgebiete in den Berliner Forsten vorrangig im Südwesten (deshalb mit langen Anfahrwegen verbunden) befinden. „Die 12 Hundeauslaufgebiete im Wald – die ältesten bestehen seit mehr als 70 Jahren – werden intensiv genutzt. Auf insgesamt etwa 1250 Hektar Fläche können Hunde frei umherlaufen – ein Angebot, das in ähnlicher Weise in keiner deutschen oder europäischen Stadt existiert.“

### Dresden
In Dresden sollte für die gesamte Dresdner Heide ein Leinenzwang eingeführt werden. Als Ausgleich waren Freilaufzonen für Hunde vorgesehen, in denen Hundebesitzer ihren Hunden einen Auslauf gewähren konnten. Aus organisatorischen und fiskalischen Gründen konnten Freilaufgebiete auf Ebene der sächsischen Hauptstadt nicht eingerichtet werden, sodass auch der beabsichtigte Leinenzwang entfiel.

### Hamburg

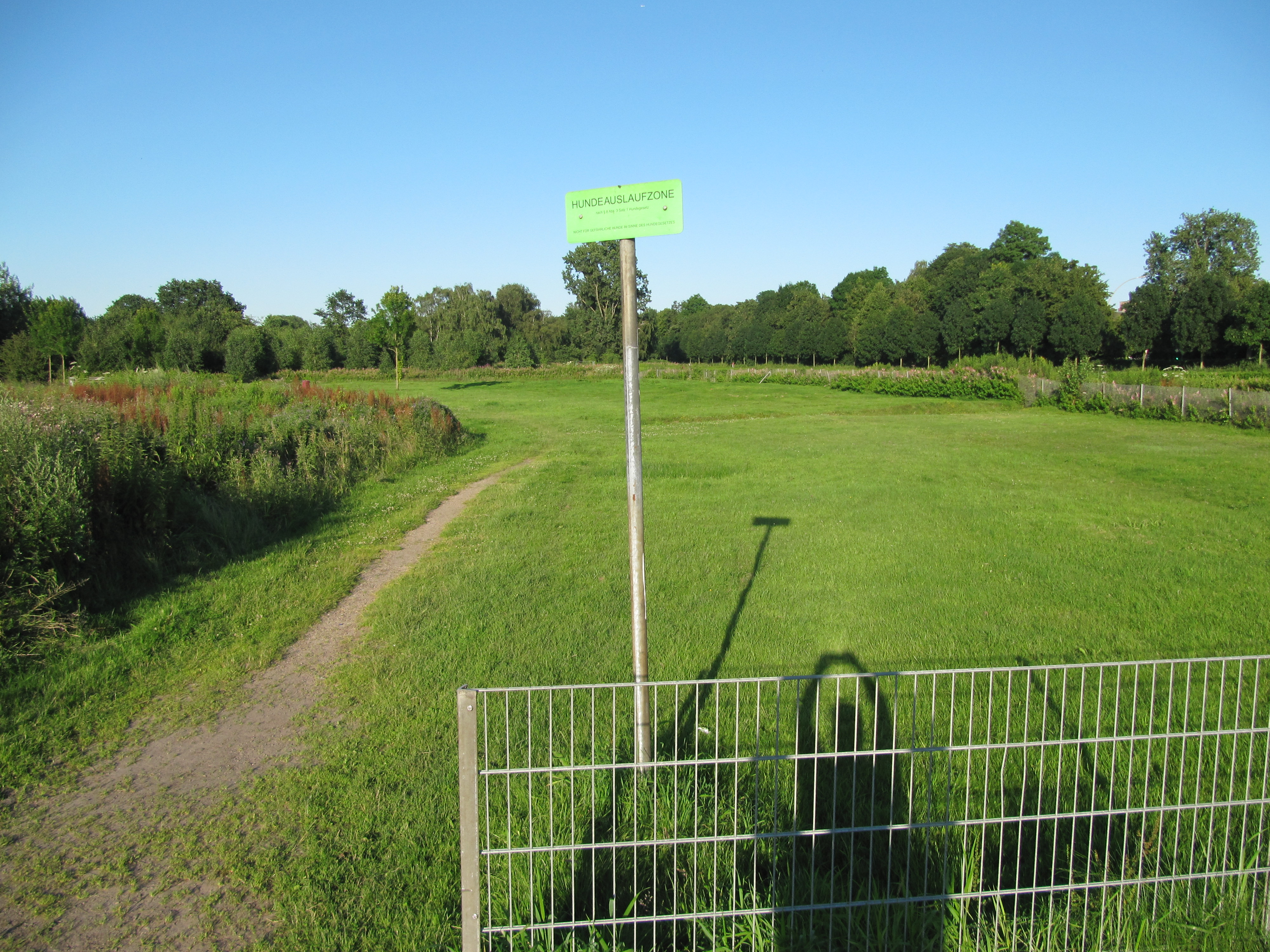
Hundeauslaufzone auf der Horner Rennbahn in Hamburg

Die Hundehaltung in Hamburg ist durch das Hamburgische Gesetz über das Halten und Führen von Hunden (Trivialname: „Hundegesetz“) von 2006 geregelt. Danach gilt für ca. 84.742 Hunde (Stand: 2022) außerhalb von Privatgrundstücken und den ungefähr 123 Hundeauslaufzonen einschließlich Hundebadestellen eine generelle Leinenpflicht, sofern nicht eine Gehorsamsprüfung zur Leinenbefreiung abgelegt wurde. Darüber hinaus sind alle Hundehalter verpflichtet, ihren Hund mit einem Mikrochip kennzeichnen zu lassen, eine Haftpflichtversicherung abzuschließen und die Anmeldung im Hunderegister vorzunehmen. Die Auslaufzonen stehen den Hamburger Hunden mit der Gesamtfläche von insgesamt 238 Hektar in Parks und Grünanlagen zur Verfügung.

## Österreich

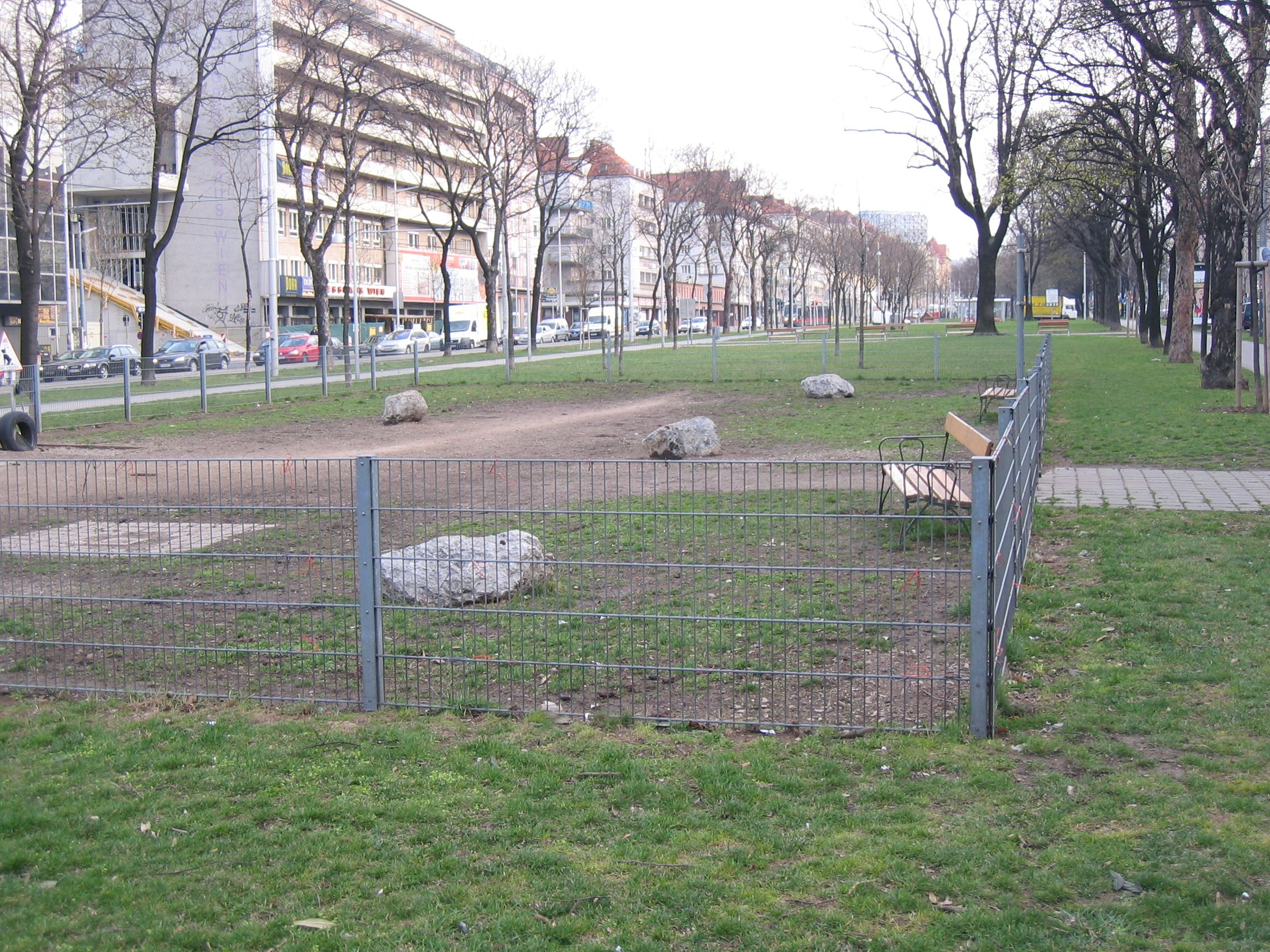
Kleinere Wiener Hundezone

In Österreich gelten grundlegende Regeln in Hundezonen, so sind nur auffällige Hunde an der Leine zu führen und Hundekot zu entfernen. In öffentlich zugänglichen Parks und auf gekennzeichneten Lagerwiesen müssen Hunde immer an die Leine. Maulkorbpflicht herrscht beispielsweise in öffentlichen Verkehrsmitteln, in Restaurants oder bei Veranstaltungen. Aber die Gesetzeslage ist in den österreichischen Bundesländern unterschiedlich geregelt. Viele Hundeplätze werden dabei gegebenenfalls mit städtischer Beteiligung mittels privater Initiativen eingerichtet.

### Wien
In Wien gibt es in jedem Bezirk eine oder mehrere Hundezonen, manche davon sind mit speziellen Trinkbrunnen (Hundetränke) ausgestattet. Weiters stehen in einigen Hundezonen auch Sitzplätze für die Hundebesitzer zur Verfügung. Auch die Notdurft können Hunde darin verrichten, nur muss die Ausscheidung derzeit noch vom Hundebesitzer beseitigt werden. Es sind professionelle Hundeklos in Ausarbeitung, die mit umgebauten Beregnungsdüsen in nächtlicher Aktion das Ausgeschiedene entsorgen.

Schilder um Wiener Hundezonen zu kennzeichnen

2008 gab es in Wien 126 ausgewiesene Hunde(auslauf)zonen mit insgesamt 897.445 m² Fläche, denen über 52.000 angemeldete Hunde gegenüberstanden. Hunde im 2. Bezirk haben die größte Auslauffläche, wohingegen im 4. Bezirk auf jeden gemeldeten Hund nur 0,5 m² fallen. Jeder der 23 Bezirke verfügt über zumindest eine Hundezone. Die kleinste Hundezone ist nur 50 m² groß, die größte hingegen 290.000 m².
| Bezirk | Adresse                                                       | Größe [m²] | Einzäunung | Hundetränke |
| ------ | ------------------------------------------------------------- | ---------- | ---------- | ----------- |
| 2.     | Prater (Kaiserallee/Rustenschacherallee)                      | 0290.000   | nein       | ja          |
| 3.     | Schweizergarten (Arsenalstraße/Ghegastraße)                   | 0005.100   | ja         | ja          |
| 5.     | Margaretengürtel/Eichenstraße                                 | 0002.600   | ja         | nein        |
| 10.    | Erholungsgebiet Wienerberg-Ost                                | 0011.000   | ja         | nein        |
| 10.    | Heuberggstättenpark                                           | 0150.000   | nein       | nein        |
| 10.    | Löwygrube (Bitterlichstraße)                                  | 0160.000   | nein       | ja          |
| 11.    | Am Kanal (Geiselbergstraße bis Zehetbauergasse)               | 0003.000   | nein       | nein        |
| 11.    | Am Kanal/Weißenböckstraße                                     | 0003.000   | nein       | ja          |
| 12.    | Zanaschkagasse                                                | 0011.400   | nein       | nein        |
| 13.    | Napoleonwald                                                  | 0009.800   | nein       | nein        |
| 13.    | Roter Berg                                                    | 0012.350   | nein       | nein        |
| 14.    | Hadikpark                                                     | 0020.700   | teilweise  | ja          |
| 14.    | Steinhoferpark                                                | 0013.000   | nein       | nein        |
| 15.    | Auer-Welsbach-Park (Eingang linke Wienzeile Ecke Schloßallee) | 00010.060  | nein       | nein        |
| 16.    | Kongreßpark (Liebknechtgasse)                                 | 0003.700   | ja         | ja          |
| 18.    | Währinger Park                                                | 0004.700   | ja         | nein        |
| 19.    | Hugo-Wolf-Park                                                | 0007.000   | nein       | nein        |
| 20.    | Forsthauspark                                                 | 0003.000   | nein       | nein        |
| 21.    | Angelibad                                                     | 0012.500   | ja         | ja          |
| 22.    | Hirschstettner Badeteich (südlicher Teil)                     | 0022.000   | nein       | nein        |
| 23.    | Draschepark (entlang ÖBB)                                     | 0023.000   | nein       | nein        |

### Graz
In der Landeshauptstadt Graz werden bevorzugt Hundewiesen ausgewiesen, die aufgrund der gesetzlichen Vorgaben eingezäunt sein müssen, damit Hunde ohne Maulkorb oder Leine frei laufen dürfen. Wenn das Einzäunen aus unterschiedlichen technischen oder rechtlichen Gründen nicht möglich ist, werden Hundezonen eingerichtet, „vordringlich ist es das Ziel der Stadt mehr Hundewiesen im Stadtgebiet zu errichten“.